# Sers (Hautes-Pyrénées)
Sers ist eine französische Gemeinde mit 109 Einwohnern (Stand 1. Januar 2022) im Département Hautes-Pyrénées in der Region Okzitanien; sie gehört zum Arrondissement Argelès-Gazost und zum Kanton La Vallée des Gaves.

## Lage
Sers liegt im Süden des Départements Hautes-Pyrénées, rund 39 km (Luftlinie) südlich von Tarbes. Der Ort liegt am südlichen Abhang des Bergs Soum d’Espade d’Arbéouse (2139 m. ü. M.) nördlich des Flusses Bastan im Nationalpark Pyrenäen als Teil der Region Lavedan und dessen Unterregion Vallée de Barège. Höchster Punkt der Gemeinde ist die Bergspitze des Pic du Midi de Bigorre (2872 m. ü. M.) im Nordosten der Gemeinde. Berühmt ist auch der an der östlichen Gemeindegrenze liegende Pass Col du Tourmalet, der bei der Tour de France regelmäßig überquert werden muss.
Die Gemeinde besteht aus dem Dorf Sers und zahlreichen Einzelgehöften.

## Geschichte
Eine erste namentliche Erwähnung erfuhr Sers als De de Serciis und De Cerciis im Kopialbuch von Bigorre im 12. Jahrhundert. Im frühen Mittelalter wechselte die Herrschaft häufig (Westgoten, Basken, Franken, Sarazenen). Danach war der Ort jahrhundertelang unter der Herrschaft des Königreichs Aquitanien respektive des Herzogtums Gascogne. Von 900 bis 1609 gab es eine Grafschaft Bigorre innerhalb der vorgenannten Gebiete. Ein Untergebiet dieser Herrschaft war die Region Lavedan, der Sers zugehörig war. Im Hundertjährigen Krieg war Sers manchmal unter englischer, manchmal unter französischer Herrschaft. Von 1425 bis 1609 gehörte der Ort als Teil der Grafschaft Bigorre zur nur lose mit Frankreich verbundenen Grafschaft Foix. Weil der letzte Herrscher dieser Grafschaft, König Heinrich II. aus dem Hause Bourbon, 1589 den Thron von Frankreich (als Heinrich IV.) bestieg, waren die Orte der Region 1609 bis 1789 Krondomäne. Die Gemeinde gehörte von 1793 bis 1801 zum District Argelès. Zudem war sie von 1793 bis 2015 Teil des Kantons Luz-Saint-Sauveur. Mit Ausnahme der Jahre 1926 bis 1942 (Arrondissement Bagnères) war Sers seit 1801 Teil des Arrondissements Argelès-Gazost.

## Bevölkerungsentwicklung
| Jahr                       | 1962 | 1968 | 1975 | 1982 | 1990 | 1999 | 2006 | 2012 | 2020 |
| Einwohner                  | 156  | 139  | 122  | 125  | 104  | 102  | 92   | 105  | 118  |
| Quellen: Cassini und INSEE |      |      |      |      |      |      |      |      |      |

Im 19. Jahrhundert zählte der Ort zeitweise über 300 Einwohner. Die zunehmende Mechanisierung der Landwirtschaft führte zu einem kontinuierlichen Absinken der Einwohnerzahlen bis auf die Tiefststände in neuerer Zeit.

## Sehenswürdigkeiten
- Romanische Kirche Saint-Vincent aus dem 12. Jahrhundert; seit 1979 als Monument historique klassifiziert[1]
- Priorat Saint-Justin de Barèges
- Lavoir (ehemaliges Waschhaus)
- Wegkreuze
- Brunnen auf dem Dorfplatz und im Oberdorf

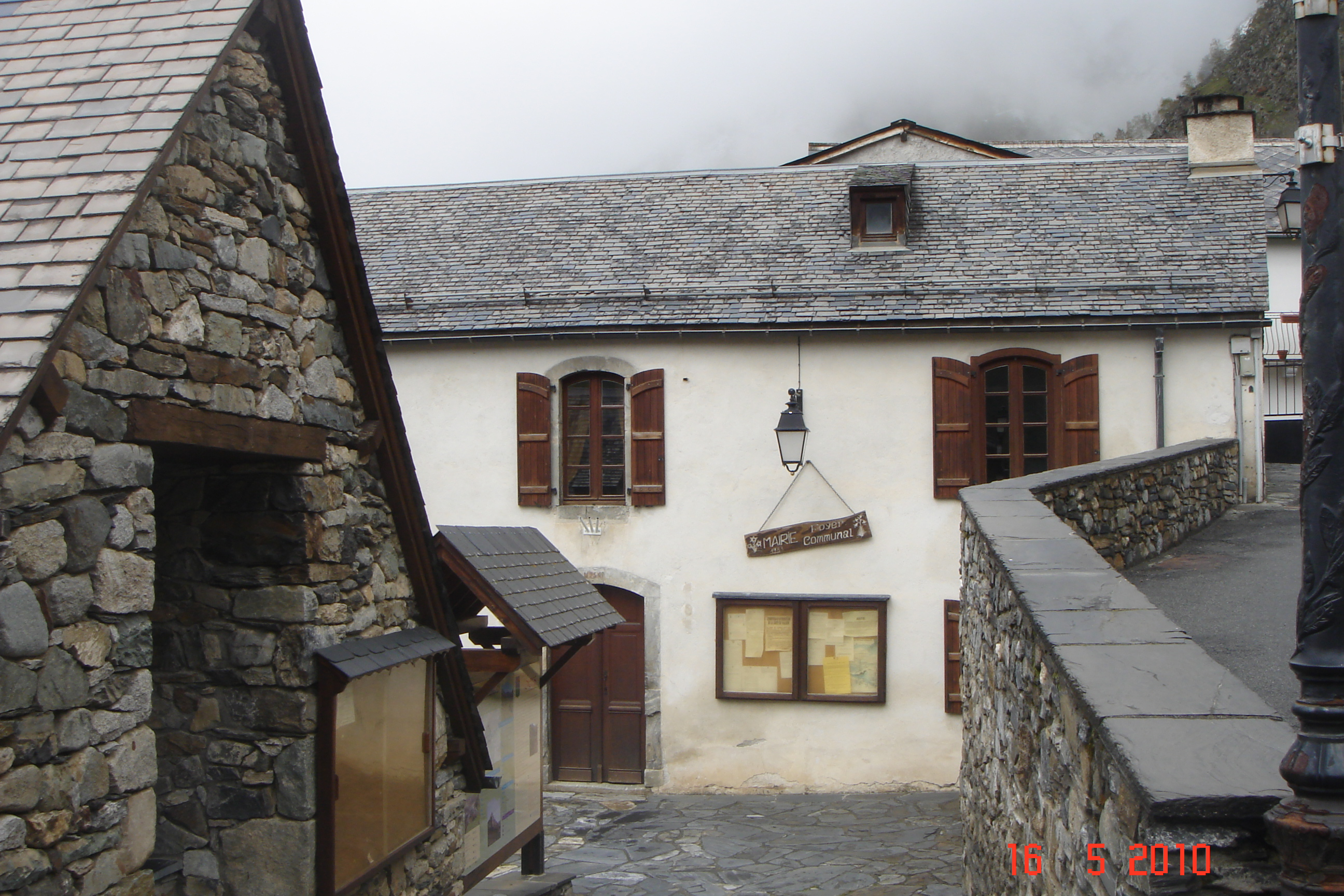
Mairie (Rathaus) von Sers
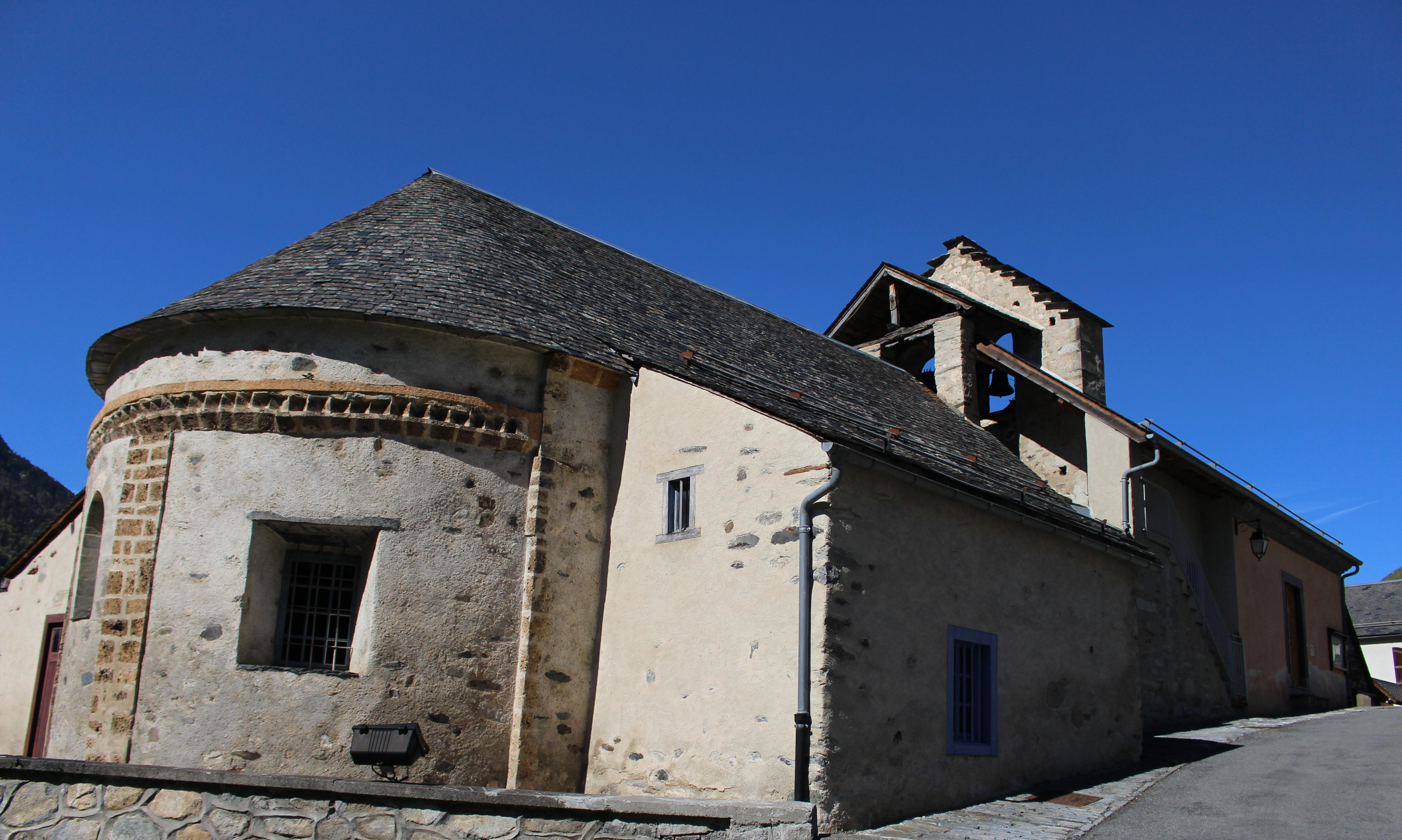
Kirche Saint-Vincent
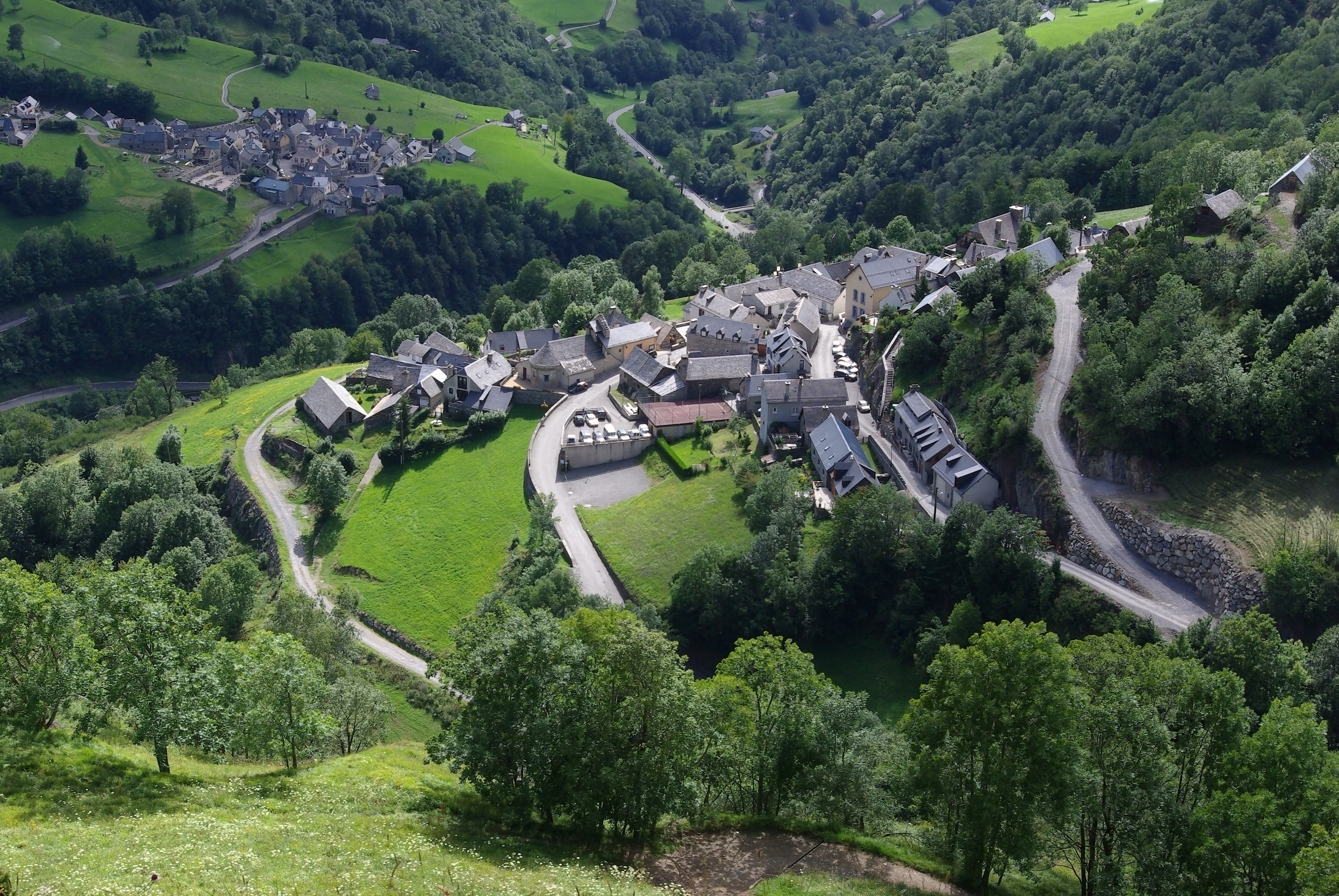
Blick auf Sers (Vordergrund) und Betpouey
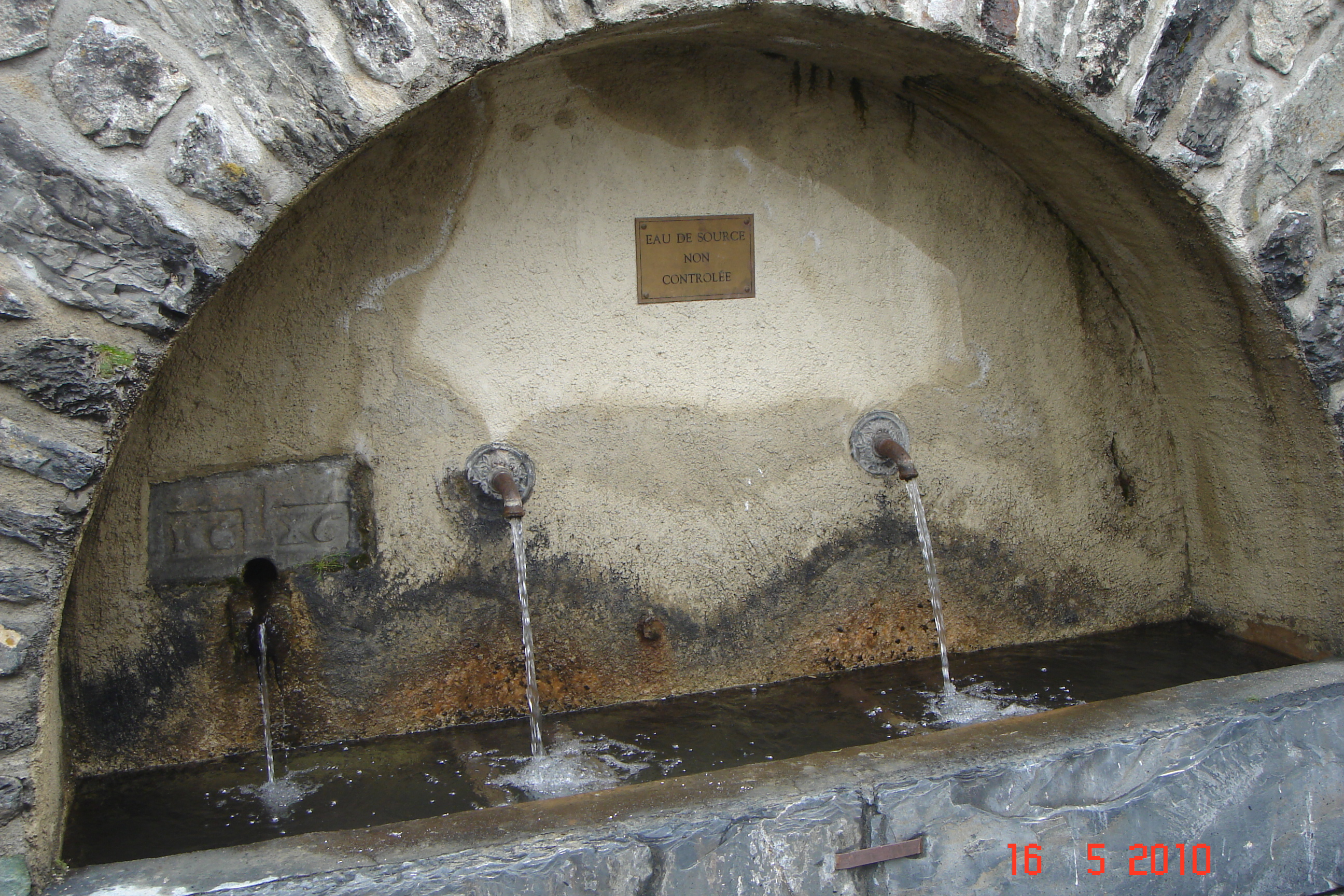
Brunnen
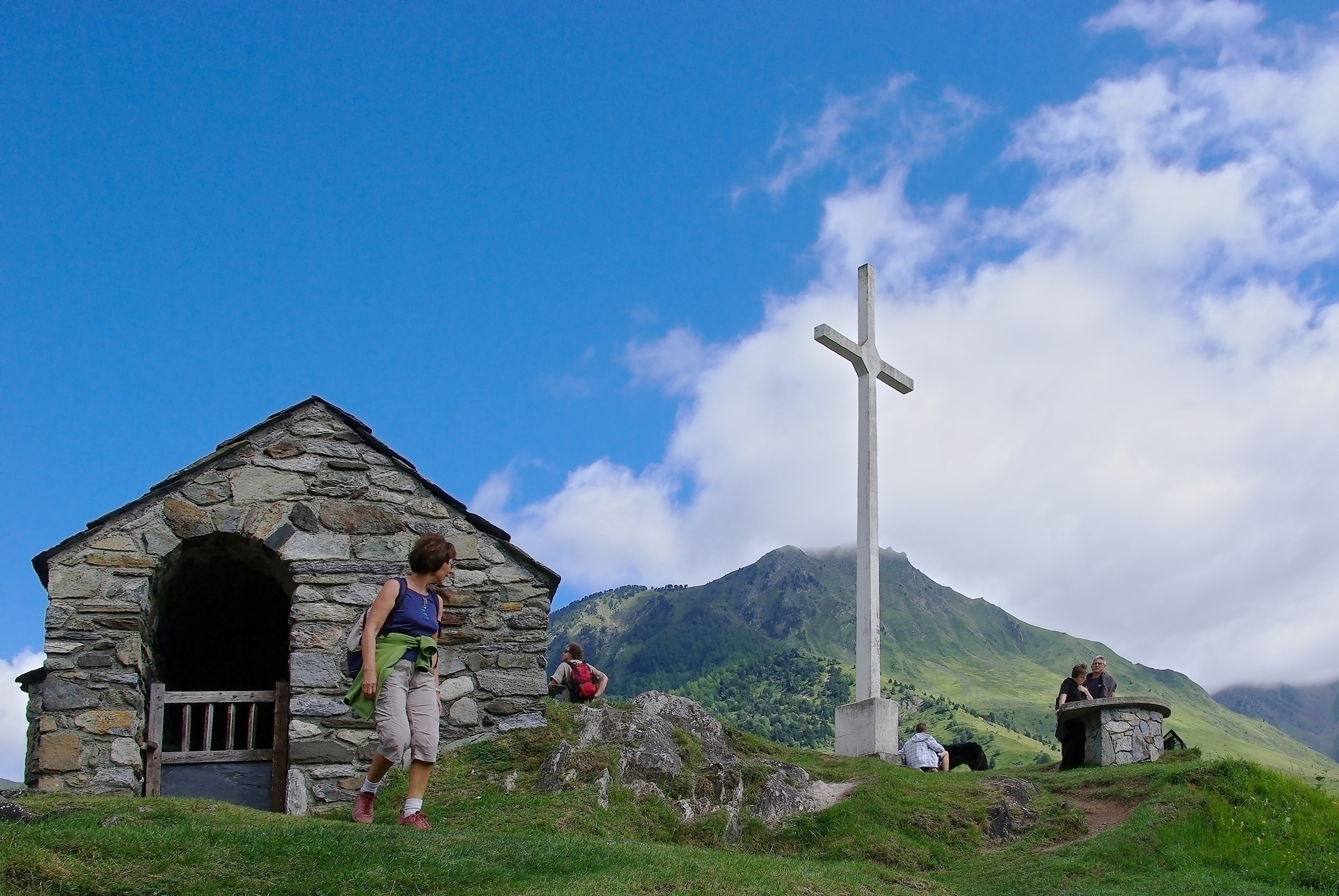
Kreuz von Saint-Justin
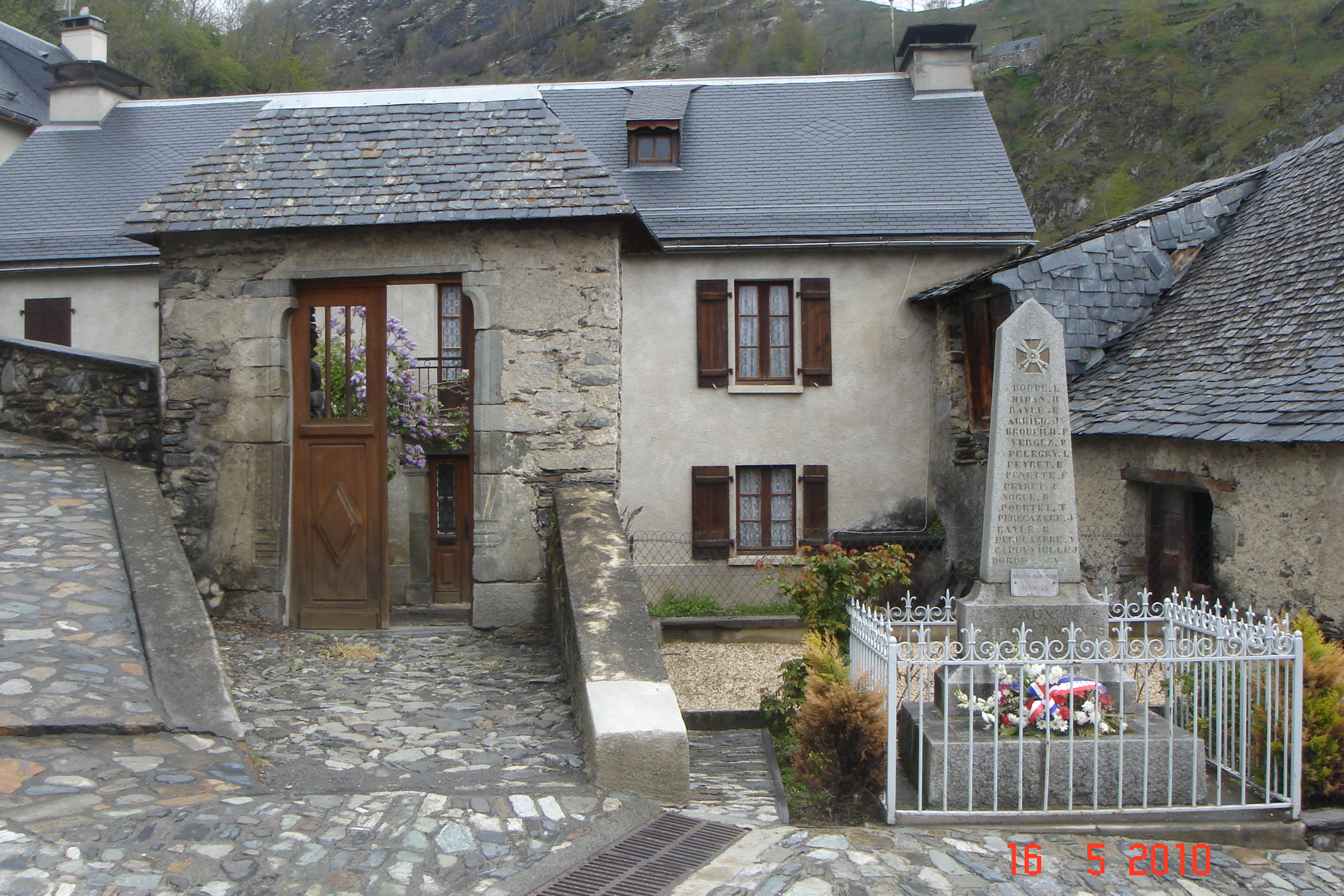
Denkmal für die Gefallenen